# Kana: Little Sister
Kana: Little Sister (яп. 加奈～いもうと～ Kana～Imōto～) — визуальный роман, разработанный компанией D.O. в 1999 году. В 2002 году поступила в продажу английская версия от G-Collections.
В Kana: Little Sister большое внимание уделено истории, наполненной трагическими событиями для полного эмоционального вовлечения игрока. Немалую роль в сюжете играет тема инцеста. Прохождение занимает около 5-10 часов.
История о Таке и его маленькой сестре Кане рассказывается от лица самого Таки с того момента, как Кана только начинает учиться в средней школе. В ходе повествования Така вспоминает прошлое, отношения с сестрой до её поступления в школу.
Геймплей игры представляет собой тип новеллы, в которой основное пространство уделено тексту. Диалоги выводятся на полупрозрачной чёрной плите, под которой располагается фон и спрайты персонажей. Такой приём позволяет игроку глубже погрузиться в историю, представить себя на месте персонажей. Присутствуют фоновая музыка и звуковые эффекты.
В игре представлены около 30 развилок. Каждый выбор влияет на сюжетную линию и на то, какая концовка выпадет игроку.
Поскольку Kana: Little Sister содержит откровенные порнографические сцены, которые, в силу принадлежности к жанру лоликон (детский возраст главной героини), автоматически подпадают под определение детской порнографии во многих странах мира (включая Россию, США и т. д.), то новелла недоступна для физической продажи за пределами Японии. Т. о., игра является относительно неизвестной среди европейских и американских игроков.
Игра была первоначально разработана для Windows. Версия для Mac OS была опубликована немного позже, в 2001 году. В 2003 году Panther Software объявила о планах выпустить порт на Xbox, который был в конечном счете отменён в мае 2005 после нескольких задержек.
Оригинальные версии, опубликованные D.O., на текущий момент сняты с продажи. Переиздание версии для Windows было выпущено в 2004 году под названием Kana…Okaeri‼ (加奈 ⋯ おかえり -! «Кана … Добро пожаловать домой!»). Это новое издание сохраняет оригинальный сюжет, но предлагает новые особенности характеров персонажей и полностью озвучено. Тем не менее, оно не переведено на английский.
В 2010 году игра была портирована на PlayStation Portable с удалением взрослых сцен. В этом издании добавлен эксклюзивный контент специально для PSP, в остальном игра не отличается от оригинала на PC.

## Персонажи
Такамичи Тодо (藤堂 隆道 Тōдō Такамичи): герой рассказа, обычный мальчик, который заботится о своей маленькой сестрёнке.
Кана Тодо (藤堂 加奈 Тōдō Кана): младшая сестра Таки, главная героиня. Проводит большую часть времени с Такамичи. У неё есть несколько друзей, и она очень сильно зависит от брата.
Юми Кашима (鹿島 夕美 Кашима Юми): девушка, которая посещает ту же школу, что и Така. Така любил её, пока между ними не произошел конфликт в пятом классе. После этого инцидента относится к ней холодно. Она, однако, всегда преследует его.
Мики Кондо (近藤 美樹 Кондō Мики): работает медсестрой в больнице, в которой лечится Кана, и приглядывает за ней.
Юта Ито (伊藤 勇太 Итō Юта): одноклассник Каны. Когда они впервые встретились, Юту заинтересовала её плохая посещаемость и застенчивый характер. К этому моменту он уже симпатизировал ей и сожалеет, что в прошлом задирал. Теперь он делает всё возможное, чтобы защитить Кану от хулиганов в школе, и стремится получить разрешение Таки, чтобы встречаться с ней. Кана по-прежнему его не любит, хотя стесняется и молчит в его присутствии.

## Концовки
В игре есть шесть различных концовок. От выбора на развилках зависит направление истории и конец. Выбор также определяет характер отношений между Каной и Такой.
Концовки сгруппированы в четыре категории:
- «Лучшая концовка»: Концовка 1, «Первое прощание»
- «Нормальная концовка»: Концовка 2, «Вспоминая момент»
- «Концовка Юми»: Концовка 3, «Выход из лабиринта»
- «Интеллектуальные концовки»: Концовка 4, «Снег»; Концовка 5, «Воспоминания»; и Концовка 6 — «Живи сейчас».